# Euroskepticizam
Euroskepticizam označava pristup europskim integracijama, zapravo prema EU, koji je suprotan centralizaciji i federalizacije Europske unije. 
Skepticizam se odnosi prema ustanovama, razvitku i ciljevima Europske unije. U mnogim europskim zemljama skepticizam je vezan uz želju zadržavanja nacionalne suverenosti.
Odnosi se i na skepsu prema valuti eura.
Još oštriji stav prema integriranju u EU naziva se eurofobija ili EU-fobija.
Stav suprotan euroskepticizmu zove se eurooptimizam. Stupanj još veće pristranosti k europskim integracijama i znatno manje umjerenosti naziva se eurofilija (EU-manija ili EU-forija). Najveći stupanj beskritičnog pristupa k integriranju u EU hrvatski je publicist Branimir Lukšić nazvao eurozom.

## Argumenti
1. Pogotovo u srednjoj i istočnoj Europi se argumentira da članstvo u Europskoj uniji prijeti nacionalnim karakteru, te nakon raspada komunizma ponovno stečenoj nacionalnoj suverenosti i dostojanstvu. U Engleskoj postoji strah od uništenja britanskog načina života.
2. Tvrdnja, da Bruxelleska birokracija usporava dinamiku rasta privrede.
3. Strah od rasprodaje nacionalnih dobara u sklopu privredne integracije sa zapadnom europom i globalizacije.
4. Strah u zapadnoj Europi od gubitka radnih mjesta i od smanjenja blagostanja te socijalnih standarda.
5. Strah na zapadu, da brzo proširenje prijeti sustav vrijednosti.
6. Uočavanje deficita demokratskoga legitimiteta.

Najpoznatiji euroskeptici bili su bivši češki predsjednik Vaclav Klaus, bivša premijerka Velike Britanije Margaret Thatcher, a trenutno primjerice Nigel Farage, Marine Le Pen, Geert Wilders.
U Europskom parlamentu tvrde euroskeptične stranke okupljene u klub pod imenom "Europa slobode i demokracije"; desno krilo mekih euroskeptika je okupljeno u Europske konzervativce i reformiste (kojima pripada i britanska Konzervativna stranka, dok lijevo krilo čini Europska ujedinjena ljevica i Nordijska zelena ljevica.

## Povezani članak
- Brexit

## Vanjske poveznice
- Slobodna Dalmacija Miro Kučić: Zašto sam euroskeptik, 7. i 8. listopada 2003.
- Slobodna Dalmacija Miro Kučić: Euroskeptik, što je to?, 13. siječnja 2004.
- Slobodna Dalmacija Miro Kučić: EUforija i EUroskepsa, 19. listopada 2004.